# Satz von Apollonios (Dreieck)

(blaugrüne und) grüne Fläche = rote Fläche

Der Satz von Apollonius, benannt nach Apollonios von Perge (265 v. Chr. – 190 v. Chr.), beschreibt eine Flächengleichheit bei einem beliebigen Dreieck mit zugehöriger Seitenhalbierenden.
Sei ABC ein Dreieck und AD die Seitenhalbierende der Seite BC, dann gilt die folgende Gleichung:
{\displaystyle |AB|^{2}+|AC|^{2}=2(|AD|^{2}+|BD|^{2})}
Der Satz ergibt sich auch als ein Spezialfall des Satzes von Stewart, der eine Gleichung für den Fall einer beliebigen Cevane anstatt einer Seitenhalbierenden liefert. Im Gegensatz zum Satz von Apollonios lassen sich die im Satz von Stewart auftretenden Größen jedoch nicht direkt als Flächen deuten.

Pythagoras als Spezialfall:
grüne Fläche = rote Fläche

Besitzt das Dreieck ABC einen rechten Winkel in A, so erhält man aus dem Satz des Apollonios den Satz des Pythagoras als Korollar, da die Seitenhalbierende AD dann dem Radius des zugehörigen Thaleskreises entspricht. Das heißt, es gilt:
{\displaystyle |AD|=|BD|=|CD|={\frac {|BC|}{2}}}
Damit ergibt sich dann der Satz des Pythagoras:
{\displaystyle |AB|^{2}+|AC|^{2}=2\left(\left({\frac {|BC|}{2}}\right)^{2}+\left({\frac {|BC|}{2}}\right)^{2}\right)=|BC|^{2}}
Verdoppelt man das Dreieck ABC zu einem Parallelogramm, so dass die Seite BC eine der Diagonalen des Parallelogramms wird, dann liefert der Satz des Apollonios die Parallelogrammgleichung. Außerhalb der Elementargeometrie spricht man dementsprechend auch von der Apollonios-Gleichung.
Es gilt auch die Umkehrung des Satzes von Apollonios, das heißt, ist für einen beliebigen Punkt D auf BC die obige Gleichung erfüllt, so ist D der Mittelpunkt von BC.